# 中國人民解放軍駐香港部隊
中國人民解放軍駐香港部隊（英語：People's Liberation Army Hong Kong Garrison），簡稱解放軍駐港部隊、香港驻军，是中华人民共和国中央人民政府（即国务院）派驻香港特别行政区负责防务的国家武装力量，负责香港特别行政区的军事防务。
解放军驻港部队由中国人民解放军陆军、海军和空军部队组成，隸屬於中国人民解放军南部战区。驻港部队的所有军费由中央人民政府负担。驻港部队从1993年初開始組建，並於1996年1月28日組建完畢，1997年7月1日0时进驻香港，取代駐港英軍接管中国香港的防务。

## 沿革

### 駐軍問題
自中英兩國就香港前途問題舉行會談，駐軍問題一直成為兩國爭議的焦點，英方曾向中方提出，因中港邊界連接，而港人對解放軍駐港有戒心，建議中方不必在港駐軍。對於是否在港駐軍，北京內部當時亦有不同意見，而當時的中共中央軍委主席鄧小平一直沒有公開表態，但早在1984年4月，他在审阅外交部《关于同英国外交大臣就香港问题会谈方案的请示》报告时，就在关于驻军问题的一条下達亲批：「在港驻军一条必须坚持，不能让步」。
時任全國人大常委會副委員長的耿飆在1984年5月21日向香港記者指，中央政府在1997年後不會在香港駐軍，香港居民也不需要負擔中國軍費，此話觸怒了中央軍委主席鄧小平，促使他在5月25日會晤出席全國政協六屆二次會議的港澳委員時公開表態，「黄华、耿飙两位胡说八道，讲的香港驻军问题不是中央的意见。你们去登一条消息，没有那么回事。香港要駐軍的，既然是中國的領土，為什麼不能駐軍呢？英國的外相跟我會面的時候，開始他們就說，他們當然希望中國不駐軍，用另一種形式，但是他們承認中國政府既然收回主權，有權在香港駐軍，這個明確得很的，連這一點權都沒有，那還叫中國領土嗎？」事實上，時任全國人大常委會副委員長的黃華當時並無提到駐軍問題，鄧小平後來亦澄清發言時錯怪了他。
1984年10月3日，中共中央顾问委员会主任鄧小平會見港澳同胞國慶觀禮團時重申，中國政府在香港駐軍是體現對港行使主權，並有防止動亂的作用，「那些想搞動亂的人，知道香港有中國軍隊，他就要考慮即使有動亂也能及時解決」。最終兩國達成協議，在《中英聯合聲明》附件一「中华人民共和国政府对香港的基本方针政策的具体说明」中，訂明「香港特別行政區的社會治安由香港特別行政區政府負責維持。中央人民政府派駐香港特別行政區負責防務的部隊不干預香港特別行政區的內部事務，駐軍軍費由中央人民政府負擔」，而1990年頒布的《中華人民共和國香港特別行政區基本法》第二章第十四條亦訂明：
- 中央人民政府負責管理香港特別行政區的防務。
- 香港特別行政區政府負責維持香港特別行政區的社會治安。
- 中央人民政府派駐香港特別行政區負責防務的軍隊不干預香港特別行政區的地方事務。香港特別行政區政府在必要時，可向中央人民政府請求駐軍協助維持社會治安和救助災害。
- 駐軍人員除須遵守全國性的法律外，還須遵守香港特別行政區的法律。
- 駐軍費用由中央人民政府負擔。

时任中共中央军委副主席刘华清回忆，中英谈判时英国人态度强硬，在解放军香港驻军问题上设置障碍，英国人一开始就提出：市区不要驻军。表面理由是怕影响香港经济，怕香港人信心不足，担心解放军纪律不好。中方认为这是英国人还想把香港变成一个虽不直接统治，却能继续施加影响的“领地”。1992年10月21日、22日两天，邓小平都谈到香港问题，随即向刘华清索要关于香港问题的方案，刘华清呈报了《关于香港总督<施政报告>及我们采取对策的会议纪要》。邓小平看过后表示不满意：“软了。态度可以斯文，但语言一定要明确。”邓小平又说:“我以前对撒切尔就说过，如果谈不成，我们就要考虑在另外的时间和用另外的方式来解决问题。当然就不是和平过渡了。”邓小平强调:“有准备才能应付可能发生的情况。”:688-691
1992年10月26日，新一届中央军委班子组成后，刘华清召开的第一次会议就是传达学习邓小平关于香港问题的谈话。会上认真讨论了邓小平的指示。大家统一了认识：下一步要做的，一是加快和平进驻的工作；二是做好应付突发情况的准备。方案的制定要考虑到各种复杂情况的发生。要用杀鸡用牛刀的办法，不能拖拖延延，要一锤砸死。要搞出几个方案，请邓小平主席、江泽民主席批准。放在那里，有备无患:688-691。
1992年11月2日，刘华清在第一次军委常务会议上传达了邓小平的指示和大家研究的意见。刘华清认为邓小平的思路很英明：干什么事都要有两手准备，两手硬，两手抓。只有这样，才能有备无患，始终把握事件发展的进程:688-691。

### 组建成立
駐港部隊在1993年起在深圳開始組建，1994年10月25日在深圳舉行成立大会，正式成軍。1995年12月7日正式對外亮相，1996年1月28日由中國國務院、中央軍委發公告組建完成:68-72。深圳市在特區中撥出六處共500多畝土地，作為駐港部隊的基地建設用地:128。
為駐港部隊處理防務事務建立法律規範，中央軍委在1991年成立「香港駐軍法律問題小組」，1992年由中央軍委法制局研究起草駐軍各項法律草案及法律準備工作，1996年8月中央軍委就《中華人民共和國香港特别行政區駐軍法》草案進行研究，並在12月30日於第八届全国人民代表大会常务委员会第二十三次會議通過，自1997年7月1日正式施行:129。根据《驻军法》规定，駐軍不干預香港地方事務。香港特別行政區政府在必要時，可向中央人民政府請求駐軍協助維持社會治安和災害救援。駐軍人員除了需要遵守《香港基本法》、《駐軍法》等全國性法律外，亦必須遵守《香港法例》。
駐港部隊軍官由全軍範圍選拔，大部分經軍事院校培訓，具大專學歷；士兵一般需要高中以上學歷，入伍後經過一年訓練，再補入部隊:80。
駐港部隊匯集了多支解放軍精銳部隊，陸軍前身是井岗山时期的红一团、參與长征的大渡河连、及在抗日戰爭击毙日本駐蒙軍混成第二旅團長阿部规秀的功臣炮连等；海軍艦艇大隊曾參與万山群岛战役、八六海戰:128；空軍航空兵團前身則為空軍運輸航空兵某大隊，曾參與國內及國外救災任務:92-98。

### 進駐香港

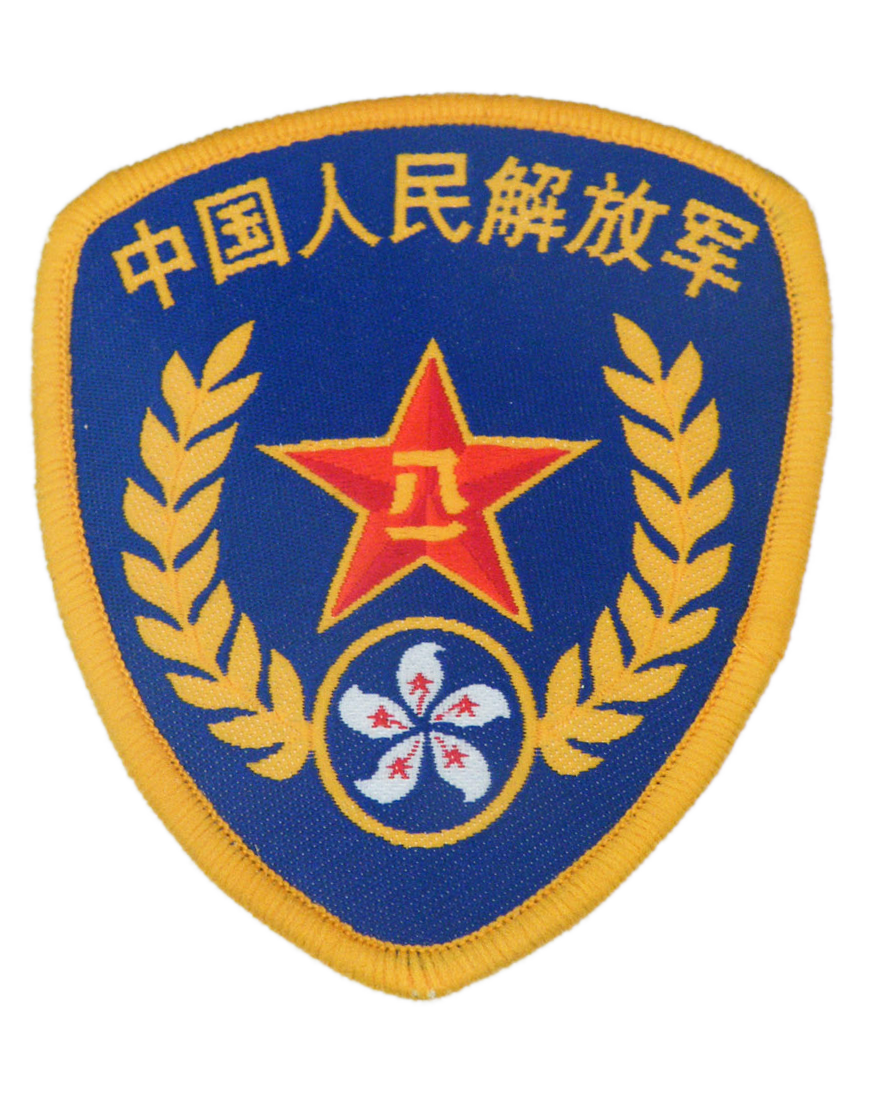
1997年至2007年使用的中国人民解放军驻香港部隊臂章。

中央軍委主席江澤民在1997年6月30日上午10時10分向駐港部隊發出命令，於1997年7月1日0時開始履行香港防務職責:3。1997年6月30日，509名先遣士兵由熊自仁少將率領，在晚上9時進入香港:4。當晚21時，根據中英聯合聯絡小組的協議，509人組成的駐港部隊先頭部隊分乘39輛軍車通過落馬洲口岸進入香港，此前共196人先遣人員分三批抵港，安排軍營的接管事宜:9-10。當中，石崗、昂船洲、中環及赤柱軍營分別有146、183、78及102名先頭部隊進駐。
晚上23時58分，兩軍在威爾斯軍營進行軍營交接儀式，駐港部隊譚善愛中校以普通話向英軍指揮官艾利斯（（Jeremy Ellis））中校答道，「艾利斯中校，我代表中國人民解放軍駐香港部隊接管軍營。你們可以下崗，我們上崗。祝你們一路平安」。語畢兩方握手，並互相敬禮，艾利斯命令衛兵步操離開軍營大門，而駐港部隊在7月1日0時0分在軍營升起中華人民共和國國旗，象徵駐港部隊正式接管香港防務:13-15。
駐港部隊逾6,000人的陸海空主力部隊，在7月1日6時整進入香港。陸軍縱隊從文錦渡、皇崗及沙頭角三個口岸進入香港，車隊在6時15分駛經上水馬會道獲群眾冒雨夾道歡迎，部隊接受群眾獻花，並把活動籌委贈送寫有「威武文明之師」的牌匾架在軍車上，接受民眾歡呼。艦艇部隊10艘軍艦及船隻在4時55分起錨，從深圳媽灣軍港前往香港水域，並於7時24分到達昂船洲海軍基地；空軍直升機部隊因雷雨延後兩小時在深圳起飛，6架直-9直升機在8時35分抵達石崗機場，完成布防:15-24。
中國人民解放軍沿海、陸、空三路正式進駐香港，軍車經過市區道路抵達各軍營。中英兩國的軍隊在威爾斯親王軍營舉行一個防務交接儀式；7月1日0時，所有軍營均舉行升旗儀式，象徵着防務責任正式移交香港駐軍:4。解放軍駐香港部隊由海、陸、空三軍組成，體現中華人民共和國對香港特別行政區海、陸、空主權，並由中央軍事委員會領導；駐香港部隊分別派駐香港特別行政區內14處軍事用地，也有一些屬駐香港部隊海、陸、空三軍部隊人員留駐內地:9。軍艦則在7月1日的早上從深圳媽灣碼頭經過維多利亞港等香港水域到達昂船洲海軍基地。7月1日上午6時，由海、陸、空三軍部隊組成的駐軍主體部隊進駐香港的14個軍營:4。
1997年至2007年间，驻香港、澳门部队穿着独特的中国人民解放军97式军服。2007年，与解放军全军同时换装07式军服，以统一着装。

### 進駐以來
於2009年－2011年，駐港部隊主力戰鬥的裝備進行了部分更新及更換。陸軍的快速機動、火力突擊及特種偵察等能力明顯地增強了，同時擴充編制了裝甲、特種作戰、工兵和防化分隊；海軍的近海防衛及對空防護能力亦有進一步的提升，將會更新及更換一批艦艇，包括新型護衛艦等，部隊海上輸送、近海防衞及對空防護能力亦將會進一步增強；空軍更新及更換的警戒雷達、直-8運輸搜救型直升機、直-8指揮偵察型直升機、直-9武裝直升機和防空武器〈包括防空導彈〉系統等亦增強了對香港空域的警戒防護能力。
駐港部隊駐守於15年來，總共有逾4,300名軍人被評級為訓練尖子，新兵訓練優良率逐年上升，並且保持在97%以上，所有飛行員亦全部具備了全天候遂行飛行任務能力。為了增進與香港市民的溝通和了解，駐港部隊進駐以來，組織了27次軍營開放活動，58.7萬餘名香港市民參觀過駐軍多個軍營；15次參與「香港植樹日」活動，累計植樹8.2萬餘棵；17次參加香港無償獻血活動，共有6,800餘名官兵獻血約306萬毫升；11次參與主辦「香港青少年軍事夏令營」，培訓學員2,285名。此外，還組織了與香港大學生互訪聯誼、慰老愛幼等活動。同時，香港各界人士也多次組織探访團到軍營慰問官兵。
2012年11月25日，駐港部隊進行一年一度的輪換，幾十部通訊車，卡車及裝甲車等於清晨時份由皇崗口岸進入香港及進駐於各軍營，由香港警隊護送組沿途提供協助。海軍導彈護衛艇則在早晨時份陸續進入昂船洲海軍基地。下午2時20分，從廣州駐地起飛的6架直升機陸續抵達石崗軍營；交接後，離開香港的6架直升機依據次序起飛，以單機跟進的形態離開香港。
2013年3月24日，中央電視台中文國際頻道首次播出駐港部隊航空兵團在3月21日至22日在香港西部某訓練靶場進行了實彈訓練的影像，當中顯示武裝直升機在兩日訓練中，分別以導彈、火箭彈及航炮攻擊了不同目標，百發百中。是次為駐港部隊航空兵團首次在香港境內進行實彈訓練。3月28日，中央電視台報道，駐港部隊進行了海空聯合巡邏訓練，為同月第二次類似訓練。
2019年6月26日，驻香港部队出动陆海空三军部分兵力，在香港附近海空域组织联合海空巡逻演练，重点检验提升部队紧急出动、临机处置、联合行动等作战能力。7月31日解放軍表示：絕對不容忍「極端暴力事件」。
2024年7月2日，中國人民解放軍參加與寮國聯合軍演友誼盾牌-2024的部隊已全員抵達寮國，其中以駐港部隊為主。該演習將於7月5日至18日在寮國舉行。

## 职责
根據《中华人民共和国香港特别行政区驻军法》，中国人民解放军驻香港部队承担下列防务职责：
1. 防备和抵抗侵略，保卫香港特别行政区的安全；
2. 担负防卫勤务；
3. 管理军事设施；
4. 承办有关的涉外军事事宜。

《基本法》規定，中央人民政府負責管理香港特別行政區防務，駐軍費用由中央人民政府負擔，派駐香港特別行政區的軍隊不得干預特別行政區地方事務，香港特別行政區政府負責維持特別行政區社會治安；中國人民解放軍駐香港部隊由1997年7月1日0時起，正式進駐香港特別行政區，負責香港防務:9。

## 编制
駐港部隊由陸軍、海軍、空軍部隊組成，是解放軍第一支陸海空三軍合成的部隊。总部位于中國人民解放軍駐香港部隊大廈。另有深圳基地负责新兵训练和后勤保障。
駐香港部隊根據《中國人民解放軍駐香港部隊、駐澳門部隊建制單位和士兵輪換規定》，每年實施輪換。驻港部队費用由中央人民政府負擔，不同于殖民地政府支付一半防衛費用的安排。由於《中華人民共和國兵役法》不在香港實施，因此香港居民不需要、亦不能夠加入駐港解放軍；有別於香港回歸前，香港居民可以參與皇家香港軍團或香港軍事服務團。駐港部隊人員前往香港前，需要學習《基本法》、《駐軍法》、香港法律及了解香港社會的情况。
截至2022年，中国人民解放军驻香港部队下辖：
- 驻香港部队合成旅[註 1]（陆军）
- 驻香港部队舰艇大队（海军）
- 驻香港部队航空兵团（空军，但也有陆军人员与装备在编）
- 驻香港部队防空营（空军）
- 驻香港部队后勤基地、训练基地（位于内地）

### 陆军
駐香港部队合成旅行政上隶属驻港部队总部，战时纳入南部战区陆军指挥体系，旅部位于石崗軍營，旅长为副师级陆军大校，下辖：
- 5个合成营
  - 1個裝甲合成營（轮式机械化合成部队）（装备2辆ZBL-08C指揮車）
    - 3個裝步連（装备14辆ZBL-08）
    - 1個突擊連（装备14辆ZTL-11）
- 1个侦察营
- 1个炮兵营
- 1个作战支援营
- 1个勤务保障营
- 1个防空营

此外，陆军航空兵也有一部驻扎于石岗机场。

### 海军
駐港艦艇大隊（解放军38081部隊）駐昂船洲海軍基地，大队长为正团级海军上校，该大队部署如下：
- 宿遷舰、荊門舰（056A型护卫舰）
- 3357、3358、3359号艇（074登陸艦）
- 7357、7359、7360号艇（巡逻艇）
- 南拖168、南拖169（拖船）
- 南交88（交通艇）

该大队行政上隶属于驻港部队总部，战时纳入南部战区海軍（海军南海艦隊）护卫舰第十七支队指挥体系。

### 空军
南部战区空军駐港航空兵團駐石崗機場，团长为正团级空军上校军衔，该团部分人员为陆军，下辖：
- 第一大队（装备直-10KH）
- 第二大队（装备直-20KS）
- 其他地面勤务分队

驻港部队还辖有一个空军防空营，装备包括红旗-6防空导弹，陆盾2000防空系统等。
此外，驻港部队空军在深圳、东莞也有营区，内辖有教导团和汽车连等部队。

## 歷任领导
驻香港部队成立及进驻以来，历任司令员一直高配半级，享受副大军区职／副战区职待遇。自陈道祥、蔡永中起，驻港部队主官不再高配。

| 司令員 1. 刘镇武 少將 → 中將（1997年7月－1999年3月） 2. 熊自仁 少將 → 中將（1999年3月－2003年1月） 3. 王继堂 少將 → 中將（2003年1月－2007年12月） 4. 张仕波 少將 → 中將（2007年12月－2012年10月） 5. 王曉軍 中將（2012年10月－2014年7月） 6. 谭本宏 少將 → 中將（2014年7月－2019年4月） 7. 陈道祥 少將（2019年4月－2022年1月） 8. 彭京堂 少將（2022年1月－） | 政治委員 1. 熊自仁 少將（1997年7月－1999年3月） 2. 王玉发 空军少將（1999年3月－2003年12月） 3. 刘良凯 少將（2003年12月－2005年7月） 4. 张汝成 少將 → 中將（2005年7月－2007年6月） 5. 刘良凯 少將 → 中將（2007年6月－2010年7月） 6. 王增钵 中將（2010年7月－2012年7月） 7. 岳世鑫 少將 → 中將（2012年7月－2018年1月） 8. 蔡永中 少將（2018年5月－2022年3月） 9. 赖如鑫 海军少將（2022年3月－） |

| 副司令員 - 周伯榮 海軍少將（？年－？年） - 陳知庶 少將（？年－？年） - 王曉軍 中將（？年－？年） - 廖正榮 少將（？年－？年） - 郑国跃 少將（？年－？年） - 周松和 中將（？年－？年） - 李維亞 少將（？年－？年） - 張彥欣 少將（？年－？年） - 田永江 少將（？年－？年） - 董文久 少將（？年－？年） - 王郡里 少將（？年－？年） - 張明 少將（？年－？年） - 苑世軍 少將（？年－？年） - 董朝 少將（？年－？年） - 韓鵬 少將（？年－？年） - 王玉仁 少將（？年－？年） - 譚志偉 海軍少將（？年－？年） | 副政治委員 - 劉勛發 少將（？年－？年） - 張志國 少將（？年－？年） - 李文潮 (少將) 少將（？年－？年） - 蔡永中 少將（？年－？年） - 王兆兵 少將（？年－？年，兼驻港部队纪委书记） - 陳亞丁 少將（？年－？年） - 储茂华 少將（？年－？年） - 高來夫少將（？年－？年） - 曾慶年 少將（？年－？年） - 王玉發 中將（？年－？年） - 馮曉林少將（？年－？年） |

| 參謀長 - 劉聯華 少將（？年－？年） - 周松和 中將（？年－？年） - 王玉仁 少將（？年－？年） - 譚本宏 中將（？年－？年） - 黎仕林 少將（？年－？年） - 蔡家作 少將（？年－？年） | 政治部主任 - 劉良凱 中將（？年－？年） - 楊忠民 少將（？年－？年） - 曾慶年 少將（？年－？年） - 仇興平 少將（？年－？年） - 周吳剛 少將（？年－？年） 政治工作部主任 ...... |

| 副參謀長 - 陳知庶 少將（？年－？年） - 王文 少將（？年－？年） - 祝慶生 少將（？年－？年） - 張踐 中將（？年－？年） - 鄭威波 少將（？年－？年） - 鲍伟忠 大校（？年－？年） | 政治部副主任 - 陈家静 少將（？年－？年） - 孫文舉 少將（？年－？年） ...... 政治工作部副主任 ...... |

| 後勤部部長 - 黎仕林 少將（1997年－？年） | 裝備部部長 - 祝慶生 少將（？年－？年） |

## 装备
驻港部队陆军编有11式105毫米輪式突擊車、91型輪式步兵戰車、92B型輪式步兵戰車、08型轮式裝甲指揮車、轮式装甲抢修车、防空導彈發射車、东风EQ2050ER猛士偵察車、嘉陵JH600BJ型特種摩托車、檢索指揮車和干擾引導車等型车辆。步兵部隊是以中型武裝（步槍、衝鋒槍及榴弹发射器）為裝備，有別於使用輕型武裝的駐澳部隊。工兵團另编有挖掘機、装载机、多用工程車、工程保養車、防化偵察車、防化化驗車、互聯網用戶節點車、通信網絡管理車等辅助车辆。
驻港部队海军编有056型护卫舰(596、597 將會移交海警部門)、056A型护卫舰、037II型导弹艇(已退役)、074型登陆艇(部份已退役)、軍用交通艇等装备。驻港部队空军辖有直-9ZH指揮偵察直升機、直-9WA武裝直升機、直-8KH運輸搜救直升機、直-10K武装直升机和直-20通用直升机等型军机。
此外，驻港部队还编有防空武器系統、單兵防化火箭、噴火器、指揮控制系統、無線寬帶視頻系統等装备、自動榴彈發射器及98式反坦克火箭筒等。
駐港解放軍車輛使用車牌以“ZG”開首，為普通話ZhuGang（駐港）的漢語拼音縮寫；正如香港地區的機動車輛一樣，駕駛座在右側。

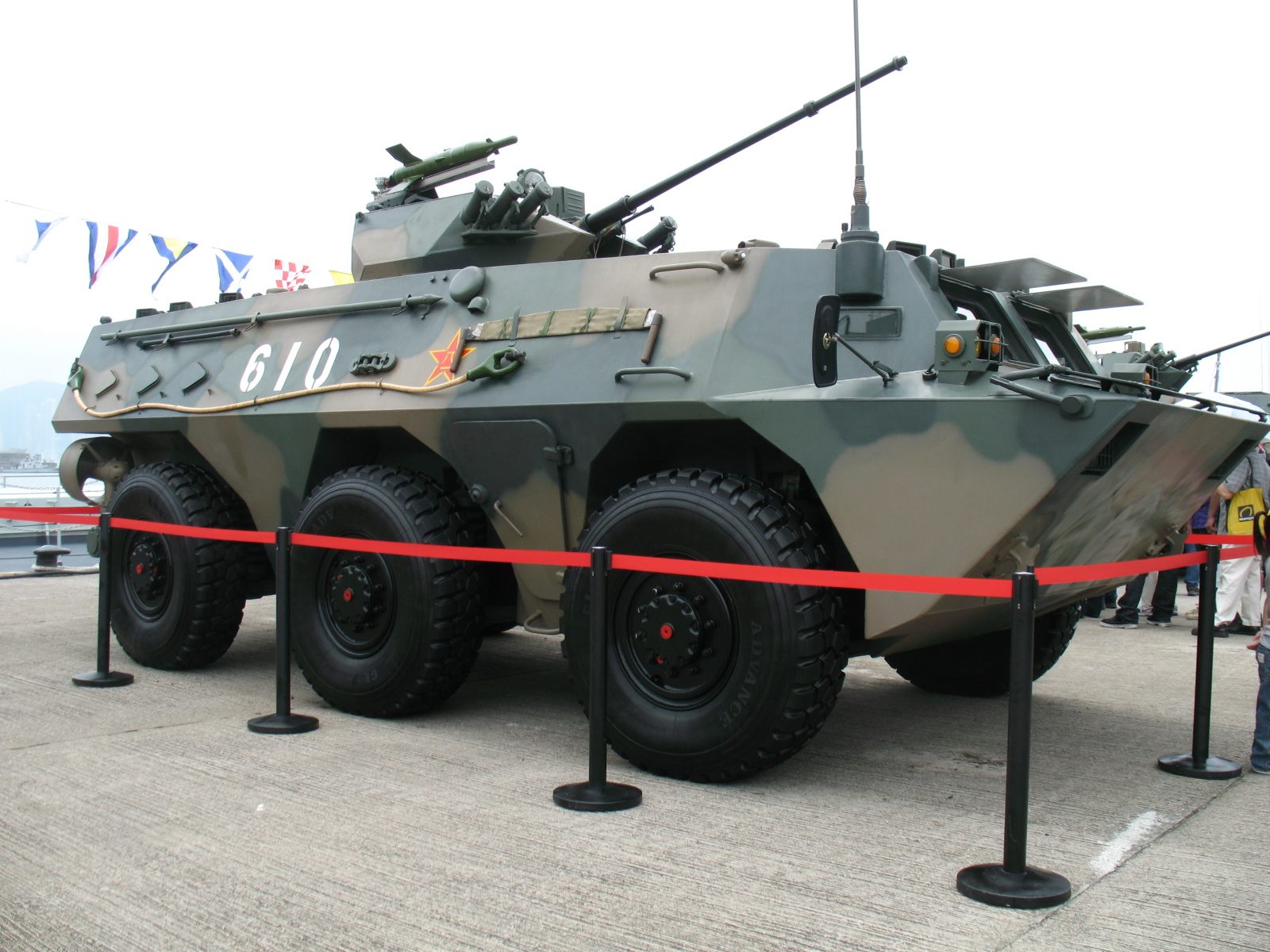
駐港部隊的92B型輪式步兵戰車
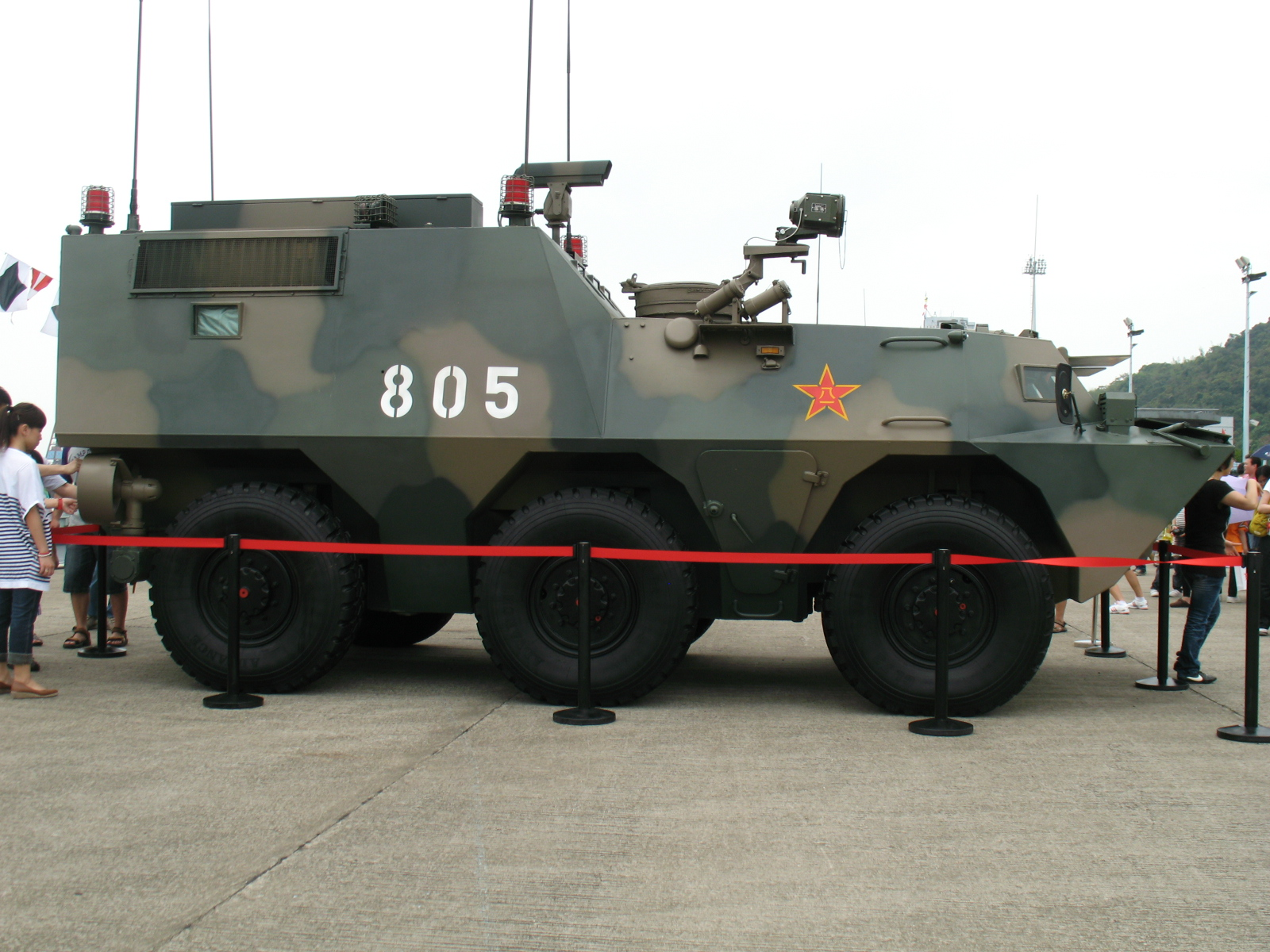
駐港部隊的ZZH07型裝甲通訊指揮車
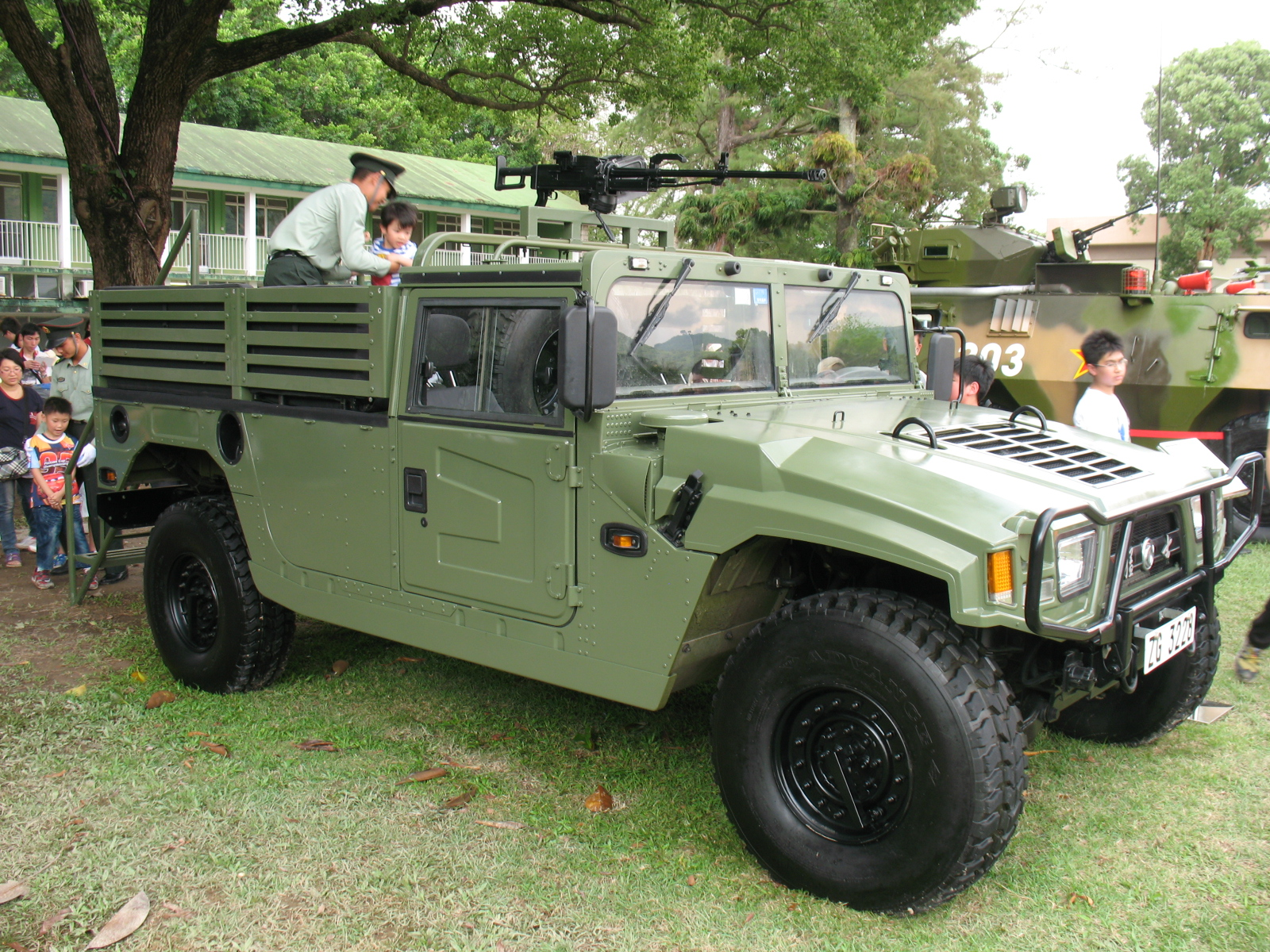
駐港部隊的东风EQ2050ER猛士偵察車
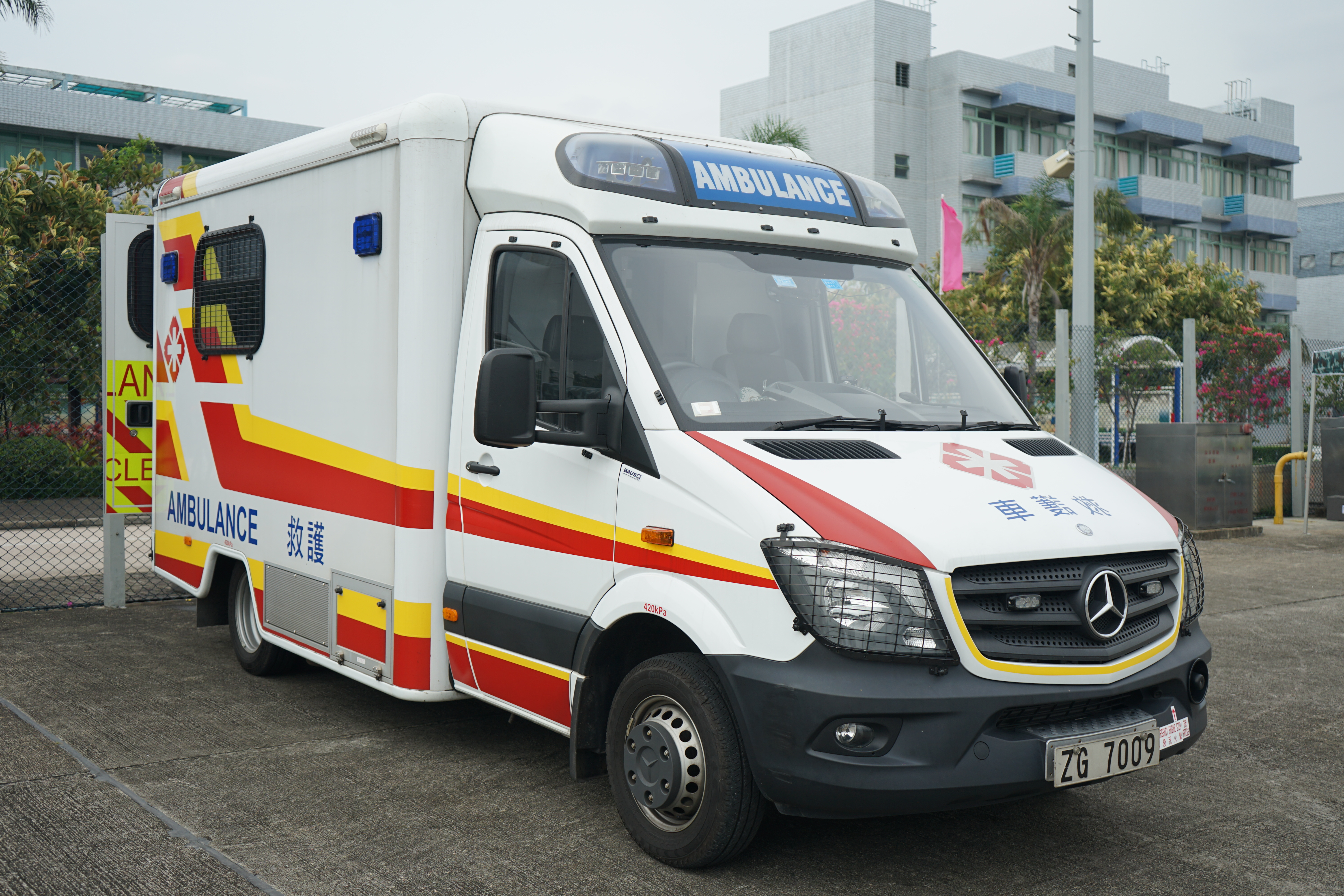
駐港部隊的梅賽德斯-奔馳斯賓特救护车
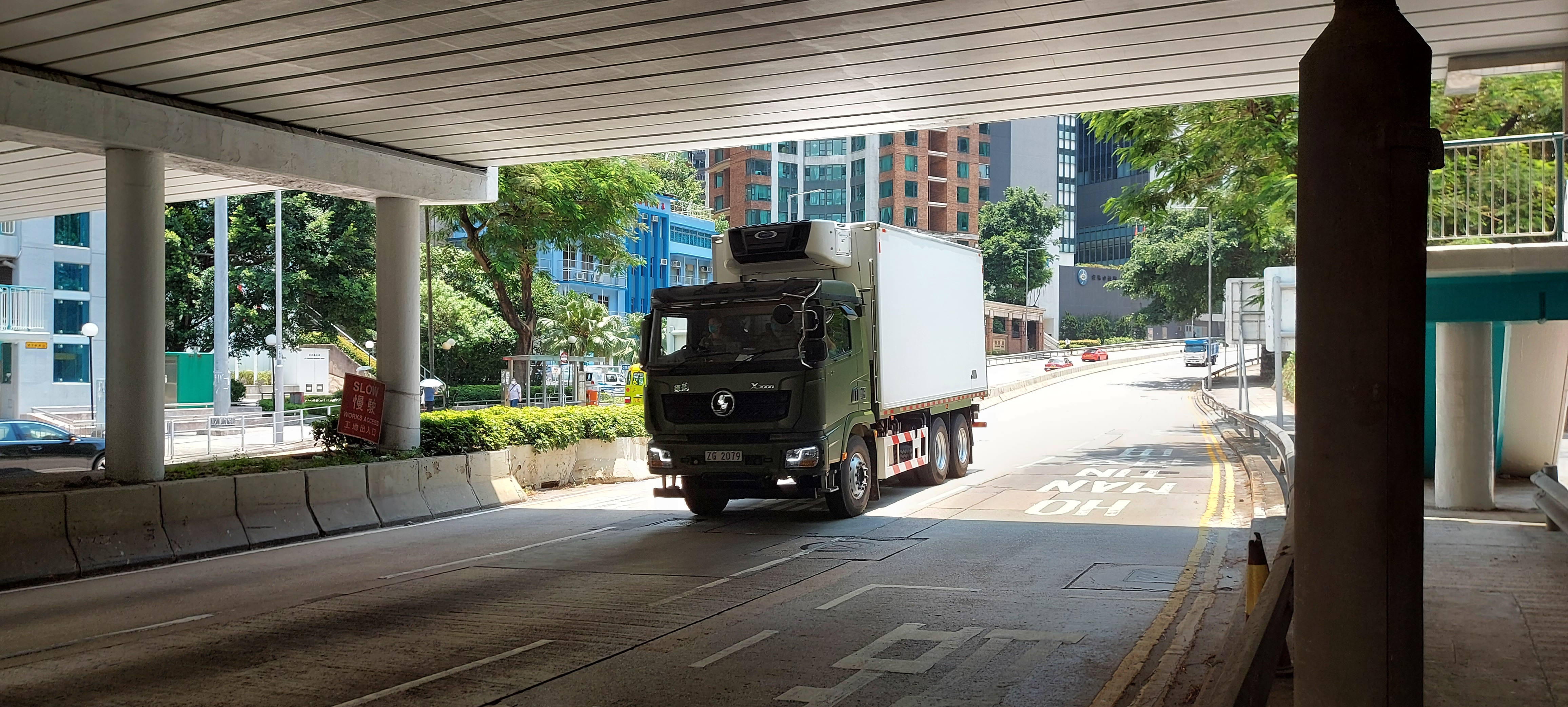
駐港部隊的陝汽德龍x3000卡車
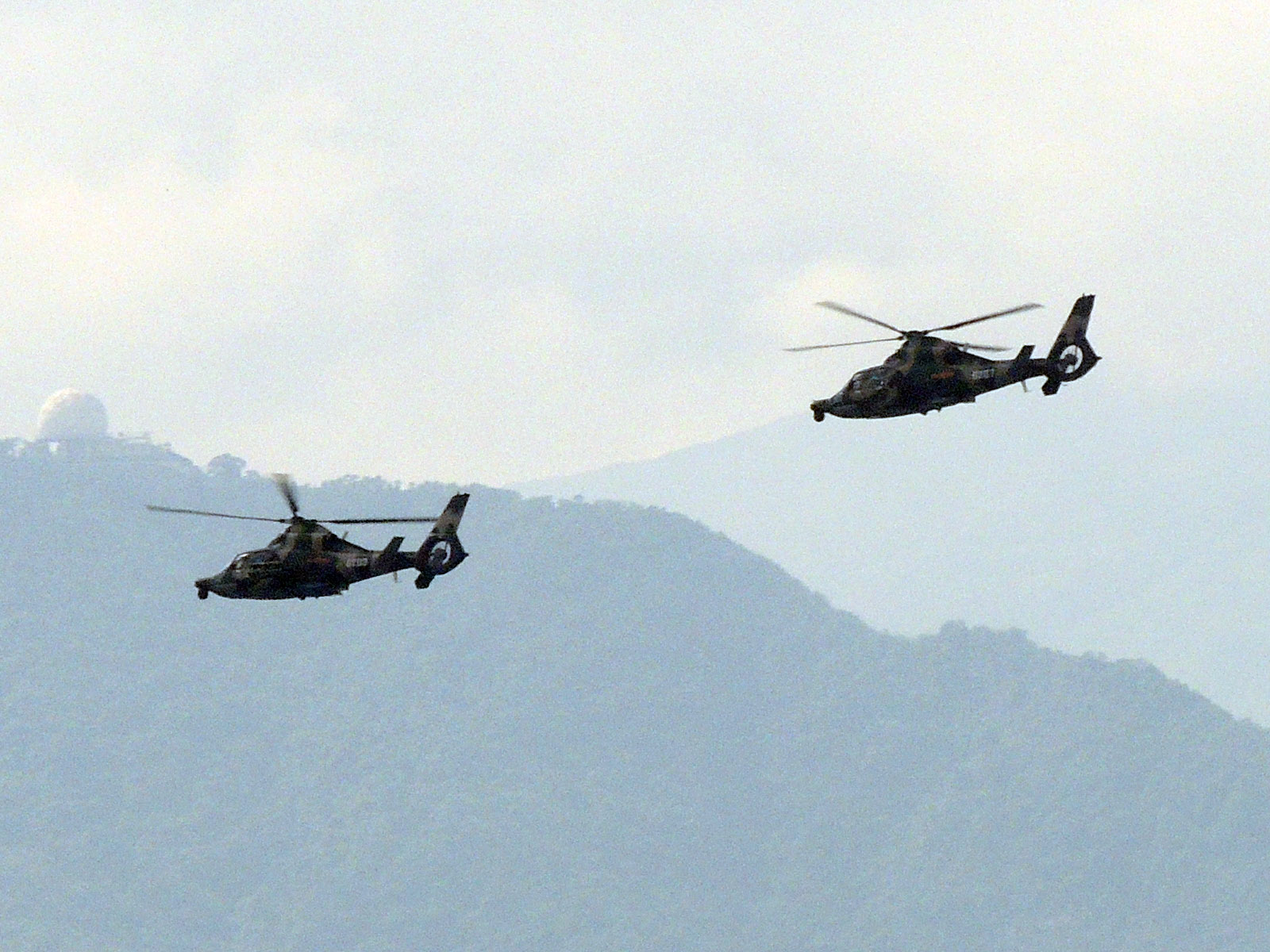
駐港部隊的直-9WA武裝直升機
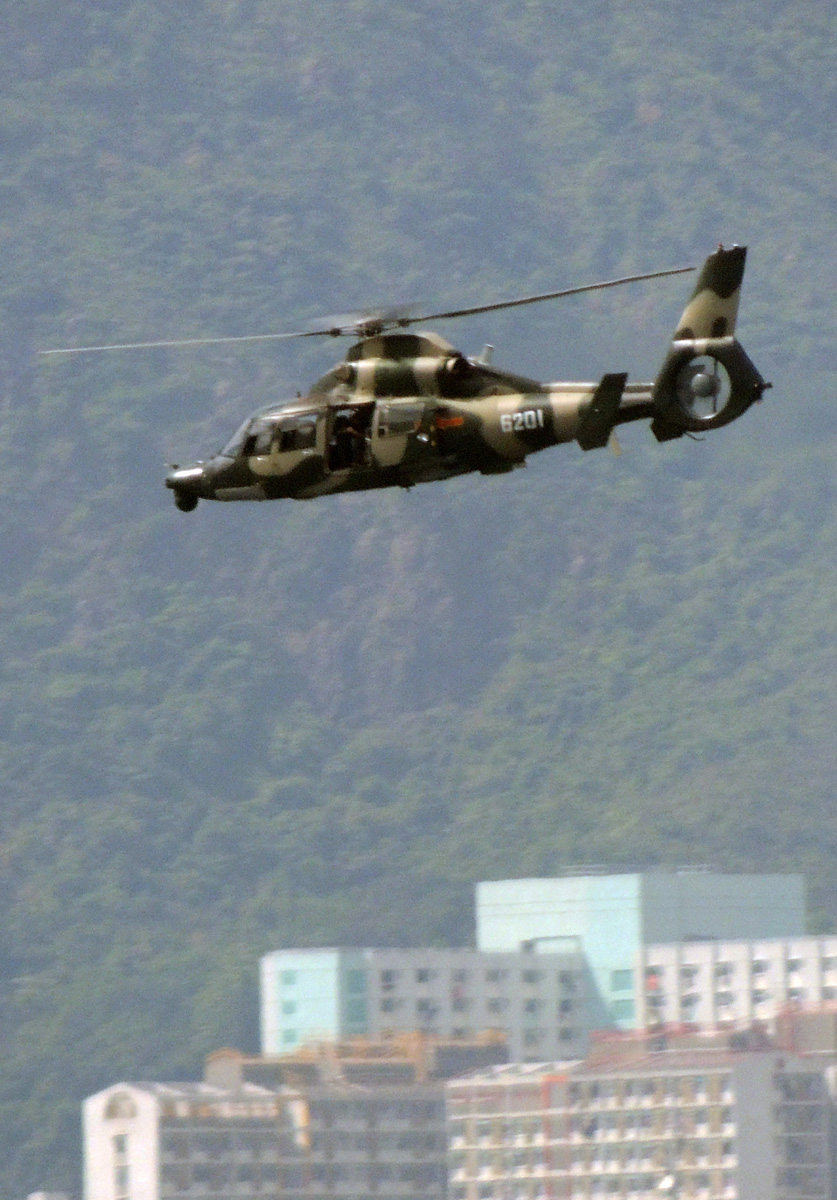
駐港部隊的直-9指揮偵察直升機
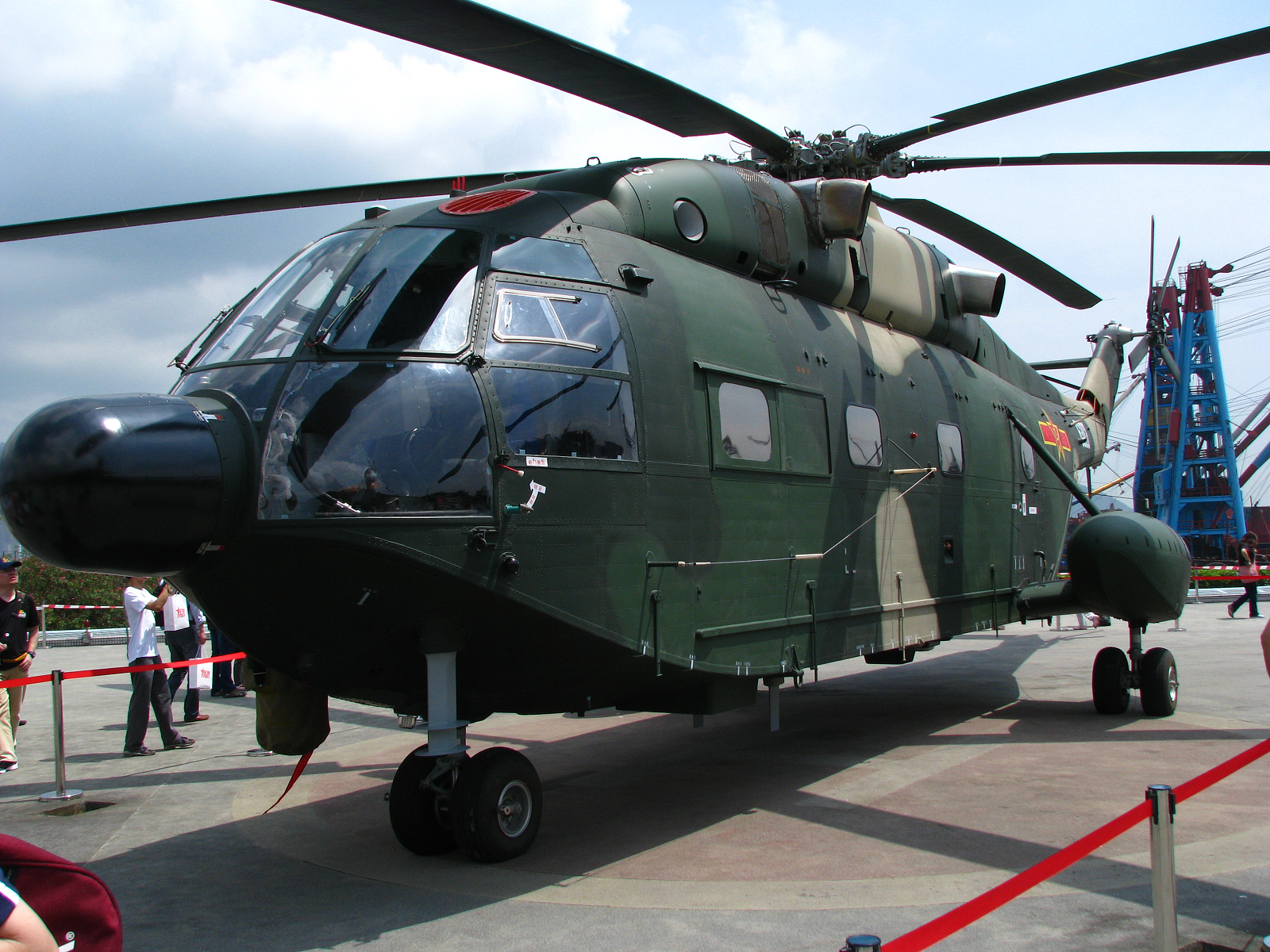
駐港部隊的直-8KH運輸搜救直升機
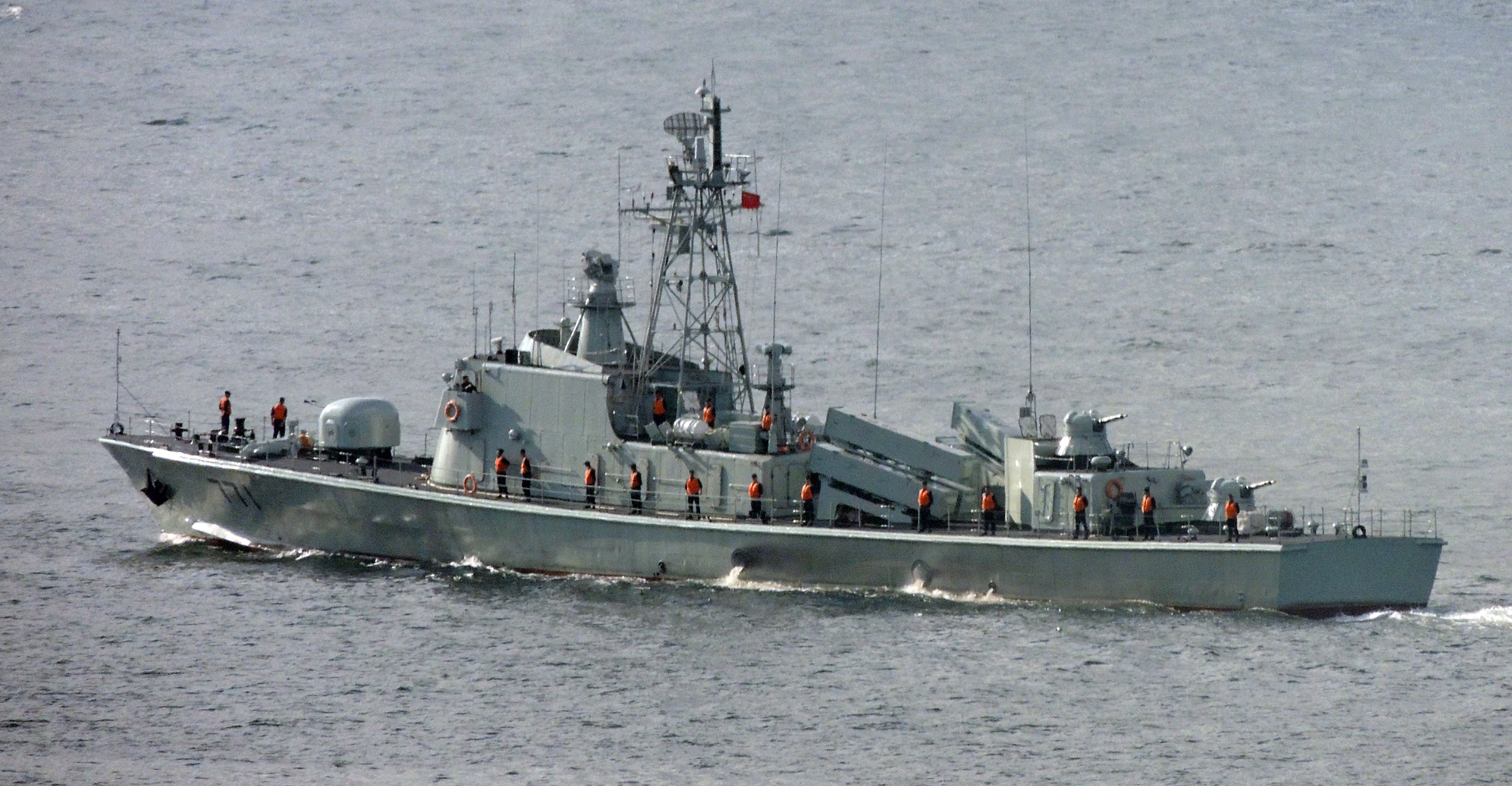
駐港部隊的771（順德號）037II型导弹艇
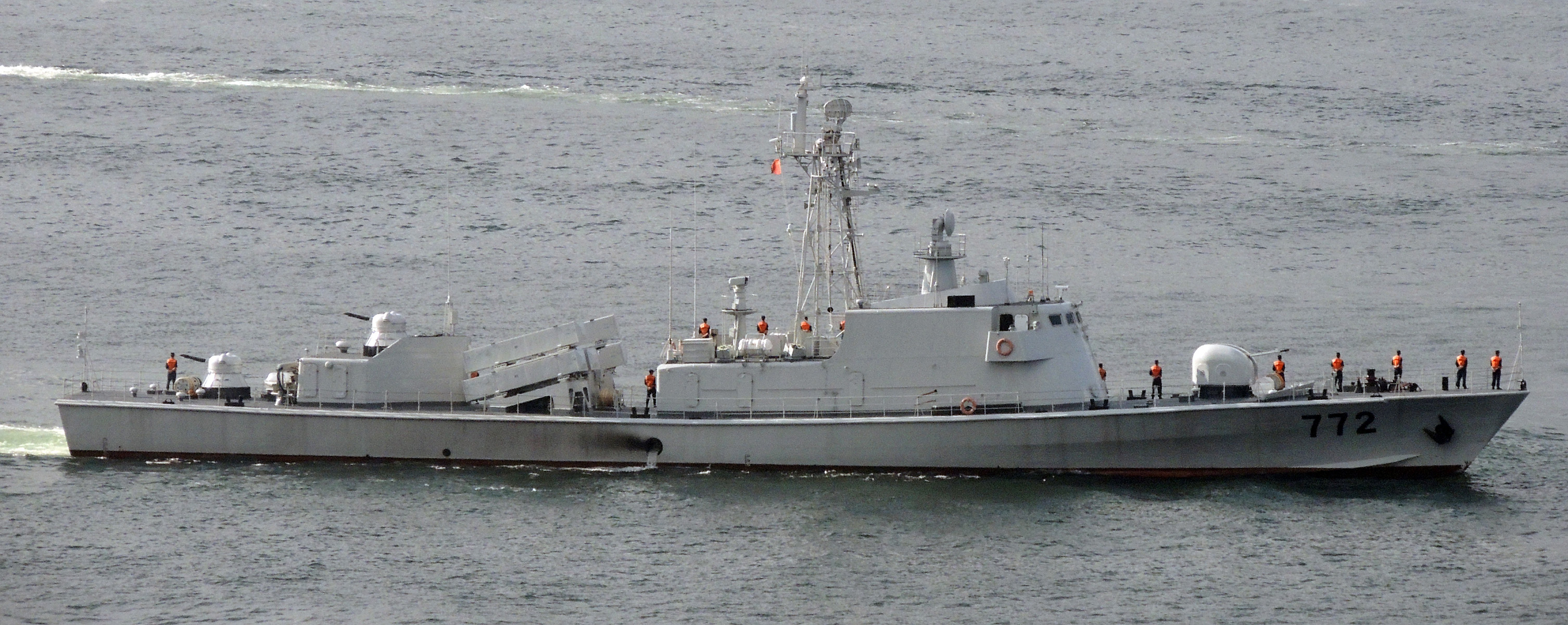
駐港部隊的772（南海號）037II型导弹艇
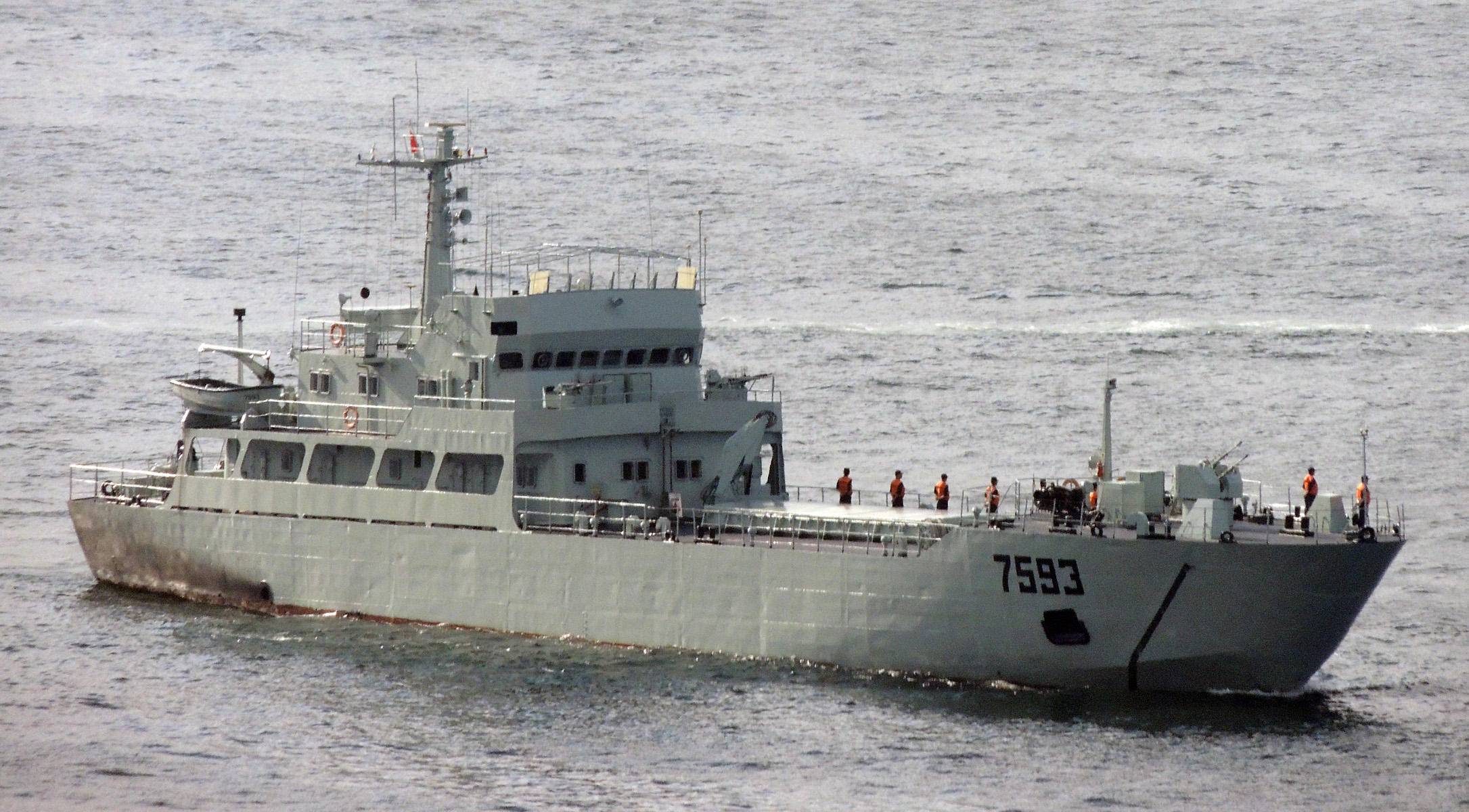
駐港部隊的074型登陆舰
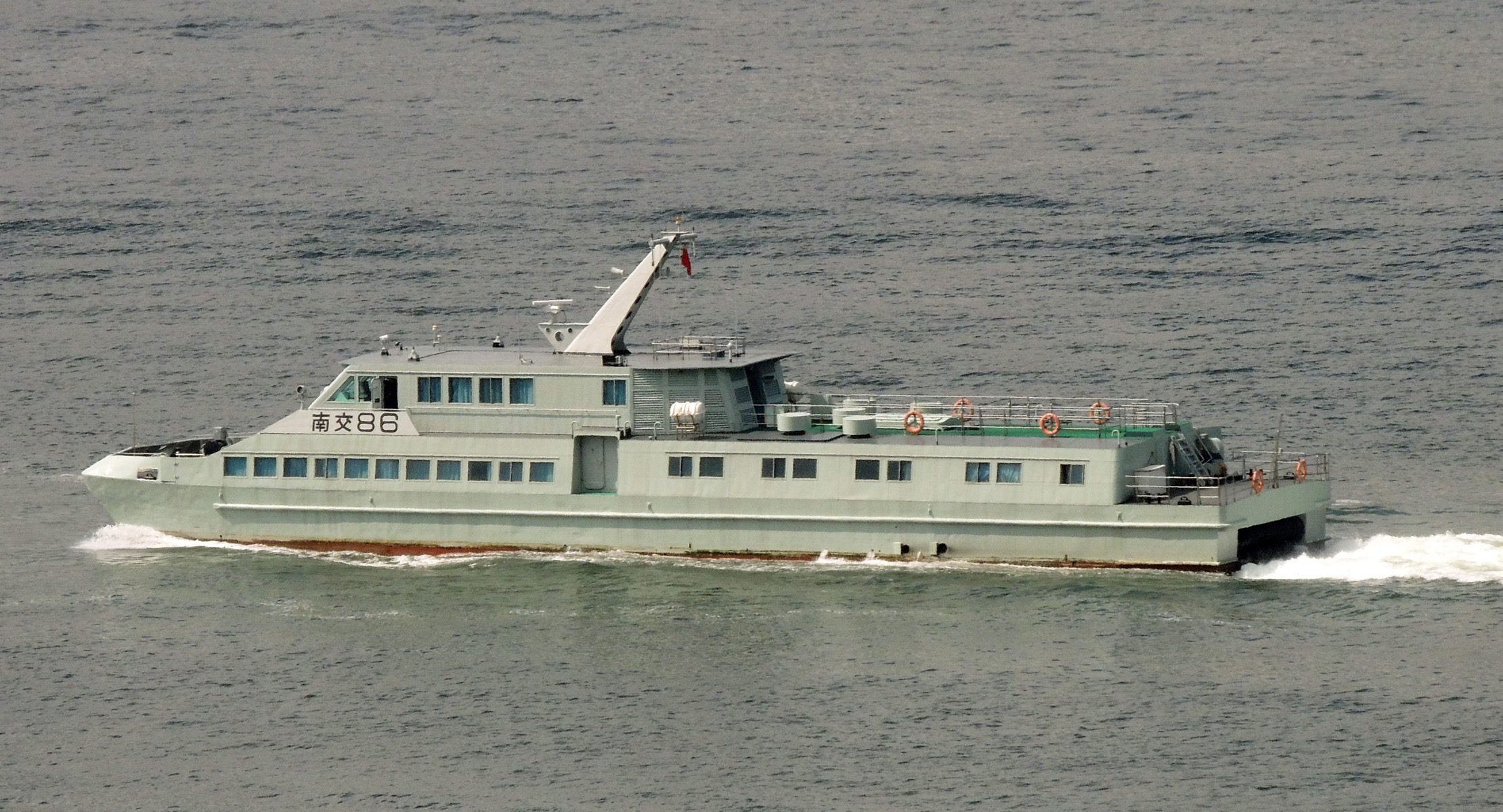
南交86軍用交通艇
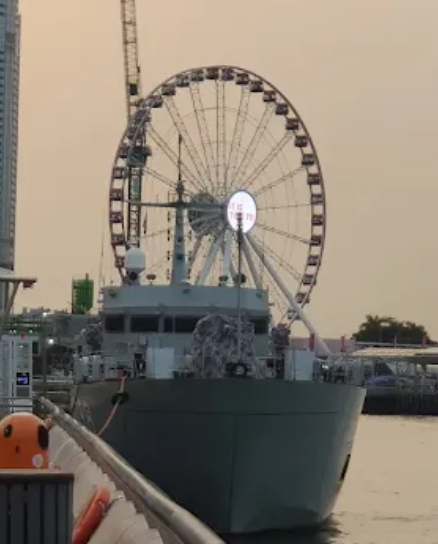
074型登陆舰

## 脚注
1. ↑  2017年以前为“驻香港部队步兵旅”

### 相关事件
事故
- 2020年3月解放軍駐港部隊直升機失事事故

社会服务
- 解放军驻港部队参与台风山竹善后处置事件
- 反对逃犯条例修订草案运动过程 (2019年11月)#各区清理路障行动